# Pleuraphodius clementi
Pleuraphodius clementi är en skalbaggsart som beskrevs av Bordat 1986. Pleuraphodius clementi ingår i släktet Pleuraphodius och familjen Aphodiidae. Inga underarter finns listade i Catalogue of Life.